# Rosh Chodesh

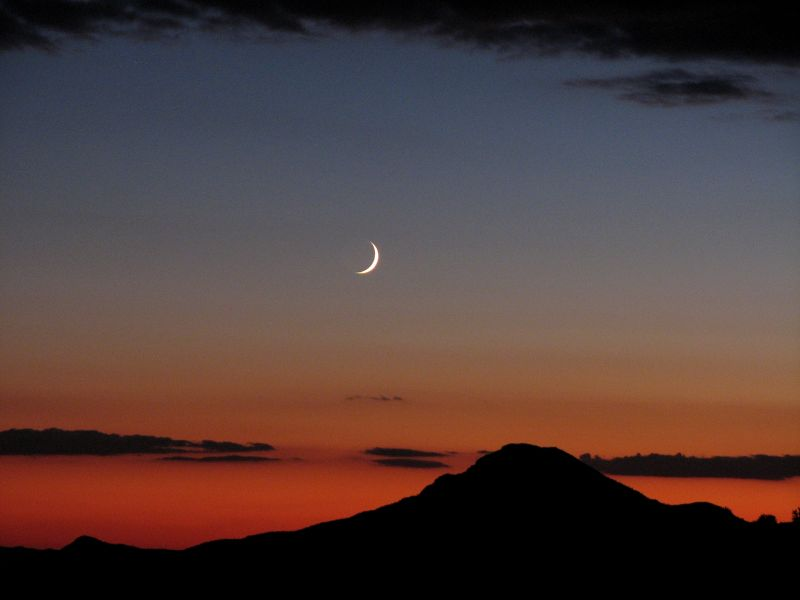
Nell'Ebraismo il novilunio annuncia un mese nuovo

Rosh Chodesh o Rosh ḥodesh (in ebraico ראש חודש, "Inizio del mese", letteralmente: testa di mese) è la locuzione che designa il primo giorno del mese lunare, secondo il calendario ebraico, segnato dall'apparizione della luna nuova. In contrasto con la definizione astronomica di novilunio - che non è visibile ad occhio nudo - la luna nuova nel calendario ebraico è definita dal giorno e ora in cui la nuova mezzaluna viene vista. Tale giorno viene considerato una festa minore, simile ai giorni intermedi di Pesach e Sukkot.
A Rosh Chodesh corrisponde la Benedizione della luna che può essere recitata sino al 15 del mese.

## Definizione
Rosh Chodesh è definito come il giorno (inteso dal tramonto alle prime stelle indicative dell'inizio della sera, anche se talvolta dura due giorni) in cui appare la prima falce di luna.
Ai tempi del Tempio di Gerusalemme il cielo veniva scrutato da luoghi elevati allo scopo di rilevare la prima apparizione di questa falce e riportare la notizia al Tempio con la massima celerità possibile. Il calcolo a quei tempi era difficile in quanto il mese lunare può durare 29 o 30 giorni solari - più precisamente in media, 29 giorni, 12 ore, 44 minuti e 2,9 secondi.

## Origini
Il Libro dell'Esodo stabilisce l'inizio del calendario ebraico:
Nel Libro dei Numeri, Dio parla a Mosè della celebrazione della luna nuova:
In Salmi 81:3-4 sia la luna nuova che la luna piena sono citate come tempo di riconoscimento per gli ebrei.
L'osservanza del Rosh Chodesh era originariamente basata sull'attestazione di testimoni che osservavano la luna nuova. Quando due testimoni affidabili comparivano davanti al Sinedrio, la giornata veniva dichiarata come Rosh Chodesh, rendendo il mese intero o incompleto, cioè di 29 giorni. Dopo aver dichiarato il nuovo mese, la notizia era poi comunicata a tutto Israele e alla diaspora.
In un secondo tempo, venne sviluppata una consuetudine in cui un giorno in più poteva essere aggiunto al mese per garantire che alcune festività (ad esempio Yom Kippur) non rientrasse nei giorni prima o dopo lo Shabbat.
Con Hillel II (358-9 e.v.) il Sinedrio dichiarò pubblicamente la santità del capo-mese.

## Annunci
Nonostante l'esistenza di un calendario fisso, Rosh Chodesh è ancora annunciato in sinagoga lo Shabbat che lo precede (chiamato "Shabbat Mevarchim"-Shabbat della Benedizione [del nuovo mese]). L'annuncio avviene dopo la lettura dello Sefer Torah, prima di tornare all'Aron haQodesh, in una preghiera che inizia con "Possa essere la Tua volontà... che Tu rinnovi questo mese per noi per il bene e la benedizione." Il nome del nuovo mese, e il giorno della settimana in cui cade, vien dato durante la preghiera. Alcune comunità abitualmente fanno precedere alla preghiera un annuncio della data e ora esatte della luna nuova, denominata molad, o "nascita". Il Rosh Chodesh Tishrei (che è anche Rosh haShana) non è mai annunciato.

## Osservanze

### Osservanze tradizionali
Durante il servizio serale di Rosh Chodesh, una preghiera Ya‘a‘le Ve-Yavo viene aggiunta all'Avodah, la preghiera per il ripristino del Tempio e un segmento dell'Amidah. Durante il servizio mattutino, Ya‘a‘le Ve-Yavo è recitata nuovamente, insieme a metà Hallel (Salmi 113-118). Viene letto Numeri 28:1-15, che comprende le offerte di Rosh Chodesh. Un servizio di preghiera aggiuntivo, denominato mussaf, viene aggiunto per commemorare i sacrifici originali del Tempio di Gerusalemme. La benedizione centrale qui è "Roshei Chodashim". Dopo il servizio liturgico, molti recitano Salmi 104. la preghiera Ya‘a‘le Ve-Yavo è inserita anche nella Preghiera dopo i pasti (Birkat Hamazon). Molti hanno la consuetudine di assicurarsi di mangiare un pasto speciale in onore di Rosh Chodesh, come consiglia il Codice della Legge Ebraica. Ciò dà la possibilità di recitare Ya‘a‘le Ve-Yavo nella Preghiera dopo i pasti. Alcuni ebrei chassidici cantano il Salmi 104 durante questo pasto.
Se il Rosh Chodesh cade di Shabbat, la regolare lettura della Torah è completata con una lettura di Numeri 28:9-15. La Haftarah regolare è sostituita da una speciale Rosh Chodesh Haftarah. Anche la preghiera mussaf viene modificata quando Rosh Chodesh cade di Shabbat. La benedizione centrale viene sostituita da una versione alternativa (Ata Yatzarta), che cita sia lo Shabbat che Rosh Chodesh. Se Rosh Chodesh cade di domenica, si legge una diversa Haftarah, Mahar Hodesh ("Domani è Luna Nuova", 1 Samuele 20:18-42). Il Qiddush haLevanah (santificazione della luna) viene recitato subito dopo Rosh Chodesh, in genere il primo sabato notte dopo Rosh Chodesh.

### Rosh Chodesh e le donne
Secondo il Talmud (Trattato Megillah 22b), alle donne è proibito mettersi a lavorare durante Rosh Chodesh e Rashi, commentando questo passo, delinea le attività da cui le donne si devono astenere: filatura, tessitura e cucito - le abilità e competenze che le donne hanno utilizzato per contribuire alla costruzione del Mishkan (Tabernacolo). Il midrash Pirke de-Rabbi Eliezer esplora tale proibizione nel Capitolo 45:
Le osservanze di Rosh Chodesh concentrate sulle donne variano da gruppo a gruppo, ma molte sono evidenziate da piccole riunioni di donne, denominate "gruppi Rosh Chodesh". C'è spesso un particolare interesse per la Shekhinah, considerata dalla Cabala un aspetto femminile di Dio. Questi gruppi si impegnano in una vasta gamma di attività, che ruotano intorno a questioni importanti per le donne ebree, a seconda delle preferenze dei membri del gruppo. Molti gruppi Rosh Chodesh esplorano la spiritualità, l'educazione religiosa, i rituali liturgici, i problemi di salute, la musica, il canto, l'arte e/o la culinaria. Alcuni gruppi scelgono anche di educare giovani ragazze ebree delle rispettive comunità sulla sessualità, l'immagine di sé, e altri problemi di salute mentale e fisica femminili.